# Maleachi
| Zwölfprophetenbuch des Tanach                                                                            |
| --- |
| - Hosea - Joel - Amos - Obadja - Jona - Micha - Nahum - Habakuk - Zefanja - Haggai - Sacharja - Maleachi |
| Namen nach dem ÖVBE                                                                                      |

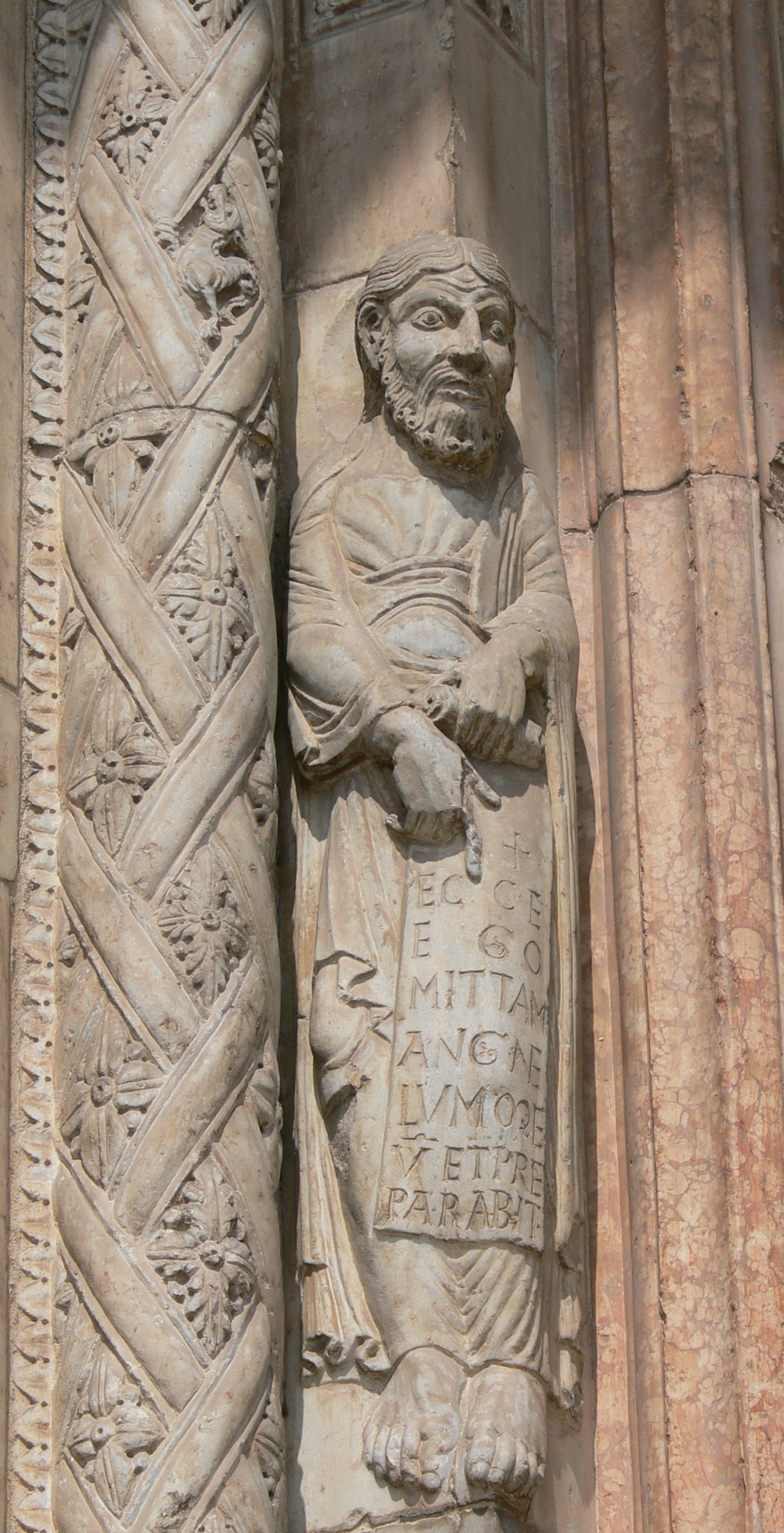
Maleachi am Portal (1139) des Doms von Verona mit Zitat aus Maleachi 3

Maleachi (hebräisch מַלְאָכִי mal’ākhî) bezeichnet einen biblischen Propheten und das ihm zugeschriebene Buch des jüdischen Tanach, beziehungsweise des christlichen Alten Testaments.

## Stellung im Kanon
Das Buch Maleachi gehört im Tanach zum Zwölfprophetenbuch, das den Abschluss der Sammlung der Nevi’im bildet.
In der Septuaginta und damit im Kanon der orthodoxen Kirchen wurde das Zwölfprophetenbuch (mit Maleachi als Abschluss) vor die „großen“ Propheten eingeordnet: Auf Maleachi folgt Jesaja, dann die Jeremia-Schriften, Ezechiel und die Daniel-Schriften.
In der westkirchlichen Tradition (Katholizismus und Protestantismus) steht das Maleachibuch dagegen an letzter Stelle der alttestamentlichen Prophetenbücher und schließt das Alte Testament ab. Bei dieser Anordnung wird das Ende des Maleachibuchs (Mal 3,22–24 ) zum Schlusswort des Alten Testaments, das zum Neuen Testament überleitet, zumal dieser Text dort mehrfach zitiert wird.

## Aufbau
Während das Maleachibuch in der hebräischen und altgriechischen Fassung drei Kapitel hat, unterteilt es die lateinische Vulgata in vier Kapitel. Einige christliche Bibelübersetzungen in moderne Sprachen, darunter die King James Version, übernehmen die Kapitelzählung der Vulgata, bei der Mal 3,19-24 als eigenes Kapitel abgeteilt wird.
Kennzeichnend für das Maleachibuch ist seine dialogische Struktur; mehrere Redegänge, die als „Diskussionsworte“ oder „Disputationsworte“ bezeichnet werden, haben einen wiederkehrenden Aufbau: Nach einem Impuls (rhetorische Frage, weisheitliche Sentenz, Zusage Gottes oder Kritik) folgt, von Maleachi zitiert, der Widerspruch des Gesprächspartners. Nun widerlegt Maleachi diesen Einspruch seines vorgestellten Gegenübers, entfaltet dabei den Eingangsimpuls und gelangt zu einem Schlussvotum.
Gliederung nach Erich Zenger:
- Überschrift Mal 1,1 EU
- 1. Diskussionswort: JHWHs Liebe zu Israel Mal 1,2–5 EU
- 2. Diskussionswort: Gegen die Nachlässigkeit der Priester im Kult und in der Auslegung der Weisung (Mal 1,6 EU – Mal 2,9 EU)
- 3. Diskussionswort: Anklage der Männer der judäischen Oberschicht wegen Verstoßung jüdischer Ehefrauen und Heirat von Ausländerinnen Mal 2,10–16 EU
- 4. Diskussionswort: Anklage wegen Ausbeutung der Armen (Mal 2,17 EU – Mal 3,5 EU)
- 5. Diskussionswort: Anklage wegen eines Konflikts zwischen Priestern und Laien um die Ablieferung des Zehnten Mal 3,6–12 EU
- 6. Diskussionswort: Ankündigung des „Tags JHWHs“, der den Gerechten Rettung bringt, den Frevlern den Untergang Mal 3,13–21 EU
- Zwei Epiloge: Die Wiederkunft Elijas vor dem Tag des Herrn Mal 3,22–24 EU

Diese Schlussverse des Zwölfprophetenbuchs bilden eine Inklusion mit dem Anfang des Buchs Josua und rahmen somit in der Hebräischen Bibel den Kanonteil Nevi'im.

## Verfasser und Entstehungszeit
Über den Verfasser ist nichts bekannt. Der hebräische Name מַלְאָכִי mal’ākhî bedeutet (als Kurzform) „mein Bote“ oder (als Langform) „Bote JHWHs“. Als Personenname ist Maleachi auf einem Krughenkel aus dem eisenzeitlichen Arad belegt. In der Septuaginta heißt er griechisch Μαλαχίας Malachías; dem folgt die Vulgata: Malachias. In Martin Luthers Biblia Deudsch von 1545 heißt der Prophet dagegen Maleachi.
Einen Hinweis auf die Datierung bietet der Begriff hebräisch פחה pæḥāh in Mal 1,8 , ein Lehnwort aus dem Akkadischen, das einen Provinzstatthalter (Gouverneur) im neuassyrischen, neubabylonischen oder persischen Reich bezeichnen kann. Vor dem Exil hatte Juda einen König. Traditionell sah die Forschung in Maleachi einen Propheten des 5. oder 4. vorchristlichen Jahrhunderts. Kessler nennt die späte Perserzeit im 4. Jahrhundert v. Chr. als Entstehungszeitraum, weil er davon ausgeht, dass dem Verfasser der Maleachi-Dichtung die Tora und die Prophetenbücher schriftlich vorlagen. In die hellenistische Zeit, ins 3. Jahrhundert v. Chr. datiert er den Schluss Mal 3,22–24 , der Grundbestand des Maleachibuchs sei im 5. Jahrhundert v. Chr. entstanden. Der Jerusalemer Tempel ist wieder aufgebaut (515 v. Chr.); im Kult zeigen sich Nachlässigkeiten, die besser verständlich sind, wenn die Wiedereinweihung schon etwas zurückliegt. Zu einer Entstehung im 5. Jahrhundert passen die im Buch genannten religiösen und sozialen Konflikte, etwa die Auseinandersetzung um die Mischehenproblematik (2,10–16 ).
Möglicherweise steht hinter dem Buch keine Einzelgestalt, sondern schriftgelehrte Auslegung (vgl. u. a. die Strukturanalogien zu Sach 9,1  und Sach 12,1 ). Der Name wäre dann eine Ableitung aus Mal 2,7  und Mal 3,1  und könnte programmatisch auf Sendung und Amt des Propheten bezogen sein. Das deutliche Interesse der Maleachi-Schrift an Tempel und Priesterschaft deutet auf ein Milieu in diesem Umfeld hin; die Gruppe der Leviten als Pfleger der Schriftüberlieferung ist naheliegend.
Im Targum wird der Name Maleachi mit dem Zusatz versehen: „Mein Bote (= Maleachi), dessen Name Esra ist, der Schriftgelehrte.“

## Theologie
Anders als frühere Propheten verurteilt Maleachi nicht beim Volk, den Fürsten oder dem politischen Oberhaupt, sondern bei Priestern und Leviten den ungerechten Umgang mit Geld, geistlichen Verfall und Trägheit, soziale Ungerechtigkeit sowie Mischehen mit Heiden – und das Vermischen mit heidnischen Religionen. Laut Mal. 2,8 sei der Bund mit Levi, also allen Priestern, gebrochen.
Der Text von Mal 2,10-16 ist an wichtigen Stellen unsicher. Oft wird angenommen, dass die von Maleachi kritisierten Leviten in der Jugend jüdische Frauen heirateten und dann verstießen, um Ausländerinnen zu heiraten.
Arndt Meinhold schlägt vor, dass Männer der Oberschicht Ehen mit nichtjüdischen Oberschicht-Frauen anstrebten, die soziale Vorteile versprachen. Weil diese Partnerinnen nicht den Status der Nebenfrau akzeptiert hätten, entließen sie ihre judäischen Frauen. Hanna Liss interpretiert Mal 2,10-16 allerdings anders: „Malachi klagt zwar die Praxis an, dass (jüdische) Männer nichtjüdische Partnerinnen haben, kritisiert jedoch aufs Schärfste, dass (solche) Frauen einfach ‚verstoßen‘ werden und betrachtet solche Praxis als eine Gewalttat (chamas).“
Die Themen der Maleachi-Schrift lassen sich nur aus der Auslegung des ganzen Buches erkennen. Die Themen können unter den Überschriften „Segen“, „Gabe“ und „Gerechtigkeit“ zusammengefasst werden. Aus ihrem Zusammenspiel ergibt sich eine endzeitliche Perspektive. „Zwar steht JHWHs Segen am Anfang und ist vorgegeben. Aber weil die Gabe gegenwärtig verdorben ist, muss der kommende Tag erst die Reinigung bringen, welche reine Gabe und erneuten Segen möglich macht.“ Und weil diese Gerechtigkeit gegenwärtig nicht sichtbar ist, scheinbar sogar die Gewalttäter die Oberhand haben, muss durch JHWHs Kommen zum Recht Mal 3,5  und durch den kommenden Tag die Scheidung der Gerechten von den Gottlosen vorgenommen werden.

## Wirkungsgeschichte

### Jüdische Leser
Das Maleachibuch enthält die Kritik eines Insiders am Kult des Zweiten Tempels. Jüdische Gruppen, die ihrerseits distanziert zum Tempel standen, griffen Maleachis Kritikpunkte auf, so das Erste (Äthiopische) Henochbuch und die aus dem Jachad stammende Damaskusschrift. Maleachi bezeichnete Elija als endzeitlichen Propheten; Ben Sira nahm dieses Motiv auf (Sir 48,10 ). Unter den Schriftrollen vom Toten Meer findet sich das Motiv des endzeitlichen Elija in 4QpapVision ar, einem nicht-jachadischen Text. Eine jachadische Schrift, 4QMiscellaneous Rules, zitierte Mal 2,10  in einer halachischen Diskussion. Das Motiv eines Gedenkbuchs (Mal 3,16 ) wurde sowohl in der Damaskusschrift als auch in 4QInstruction rezipiert.
In der rabbinischen Literatur wird Maleachi zusammen mit Haggai und Sacharja mehrfach als Gruppe der drei letzten Propheten bezeichnet, mit denen die Prophetie in Israel geendet habe. Zum Teil wird Maleachi nicht als Personenname aufgefasst und überlegt, ob etwa Mordechai oder Esra das Buch geschrieben haben könnten. Folgende Motive aus dem Maleachibuch wurden häufig rezipiert:
- Das Gedenken an die Tora des Mose (Mal 3,22 EU) wird in Diskussionen zitiert, in denen es um die Rolle geht, die die Tora im jüdischen Alltag haben sollte. In Mal 3,16 EU interessierte weniger das Gedenkbuch, in das die Namen der Frommen bei Gott eingetragen werden, als die Wendung „die auf seinen Namen achten.“ Dieses „achten“ ließ nach der Bedeutung der Intention im Verhältnis zur Tat fragen. Rabbi Ami interpretierte die Bibelstelle so: Wer sich vornimmt, eine Mitzwa auszuführen, dann aber durch die Umstände gehindert ist, es zu tun, der wird belohnt wie jemand, der die Mitzwa ausgeführt hat.[18]
- Von Levi heißt es: „Zuverlässige Weisung kam aus seinem Mund“ Mal 2,6 EU. Das machte ihn zum religiösen Vorbild.
- Die endzeitlichen Themen vom „Tag JHWHs“ und der Wiederkunft des Elija wurden ebenfalls aufgenommen.

Für die mittelalterlichen jüdischen Gelehrten war Maleachi fraglos ein Eigenname, wenn auch bekannt war, dass das in den rabbinischen Quellen teils anders gesehen wurde. Der Vers Mal 1,11 , dem zufolge die Nichtjuden Israels Gott reine Opfer darbrachten, bereitete große Probleme, denn nach der Meinung der Gelehrten war das so nicht der Fall. Raschi meinte, dass die Nichtjuden Israels Gott immerhin als höchsten Gott anerkannten. Josef Kara, der im 11./12. Jahrhundert in Troyes lebte, verstand den Vers so: Wenn die Nichtjuden Israels Gott ein Opfer darbringen, dann ist es ein reines Opfer. Abraham ibn Esra und Elieser von Beaugency erklärten, dass die Nichtjuden Gott reine Opfer dargebracht haben würden, wenn er es ihnen befohlen hätte. Der Satz „Gedenkt der Weisung meines Knechts Mose“ (Mal 3,22 ) hatte, sozusagen als Schlusswort des letzten Propheten, bevor die Prophetie erlosch, große Bedeutung.

### Christliche Leser

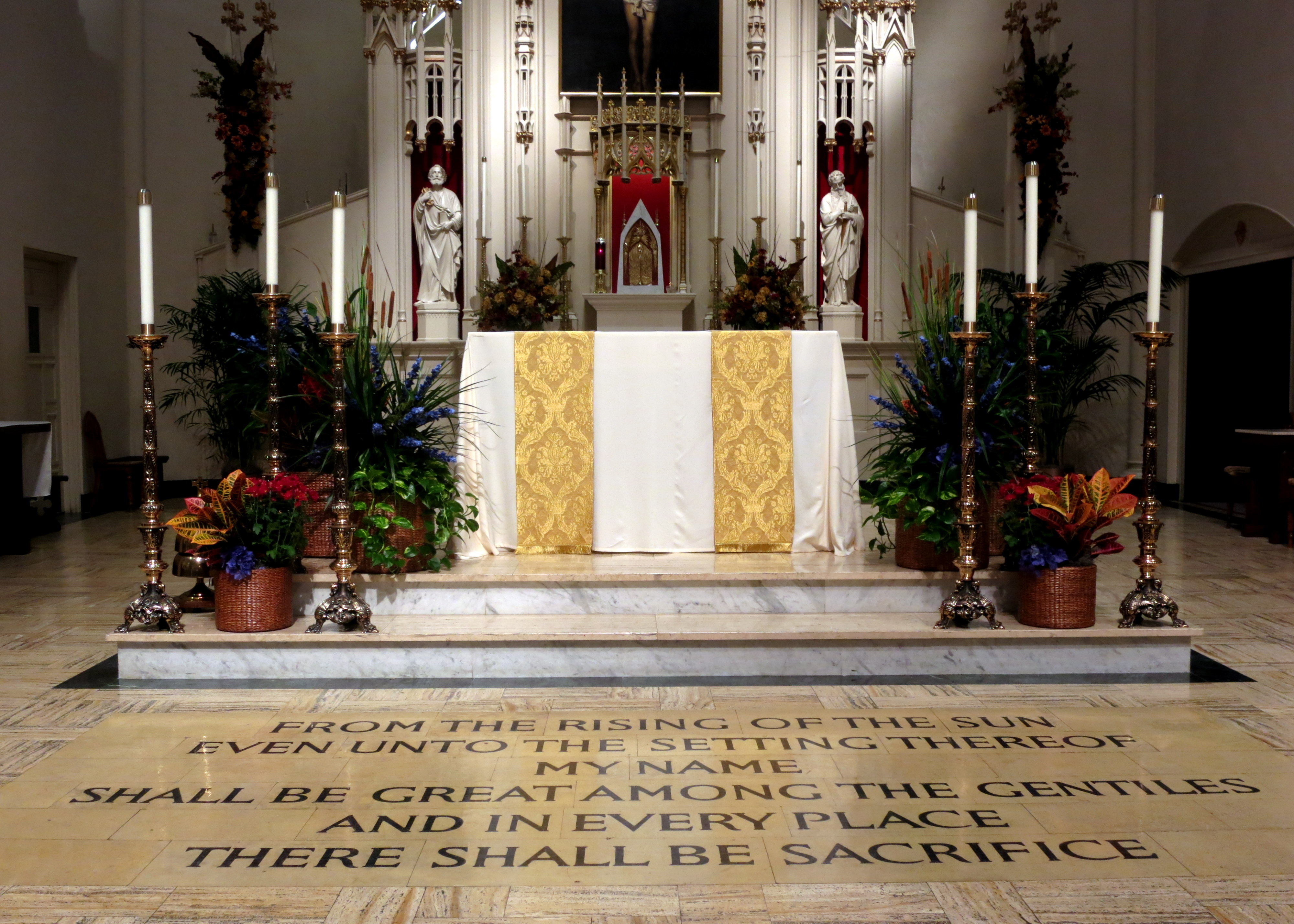
Der Text von Mal 1,11 vor dem Altar einer römisch-katholischen Kirche (Cathedral of Saint Mary of the Immaculate Conception in Peoria, Illinois)

- Am Beginn des Markusevangeliums wird Mal 3,1 EU als Jesaja-Zitat angegeben und der bei Maleachi genannte Bote mit Johannes dem Täufer identifiziert: Mk 1,2–4 EU.
- Mal 3,23 EU weist auf ein eschatologisches Auftreten von Elija hin, das im Neuen Testament ebenfalls auf Johannes den Täufer bezogen wird: Mt 11,13–14 EU. Der Bote in Mal 3 EU wird in der christlichen Auslegung auch mit Jesus selbst identifiziert, der die Menschen von ihrer Schuld reinigen wird.

Der Vers Mal 1,11  wurde schon von Autoren der Alten Kirche auf die Eucharistie gedeutet und begründet für die römisch-katholische Theologie den Opfercharakter der Messe. Die Reformatoren wiesen dieses Textverständnis zurück und erklärten, als „Rauchopfer und reine Opfergabe“ bezeichne der Prophet Wort Gottes und Gebet (so Martin Luther) oder Gebet und Danksagung (so Johannes Calvin).
In Mal 3,1-2  wird ein endzeitlicher Bote angekündigt, der in den Tempel kommt und Israel läutert. Die Deutung auf Jesus Christus ist in der christlichen Exegese weit verbreitet, jedoch lassen sich zwei Auslegungstraditionen unterscheiden:
- Irdisches Leben des Jesus von Nazareth (Kyrill von Alexandria, Hieronymus), oder ständiges Kommen des auferstandenen Christus zu den Gläubigen (Martin Luther);
- Wiederkunft Christi am Ende der Zeit (Theodoret von Kyros, Johannes Calvin und andere).[20]

### Maleachi in Kunst und Musik

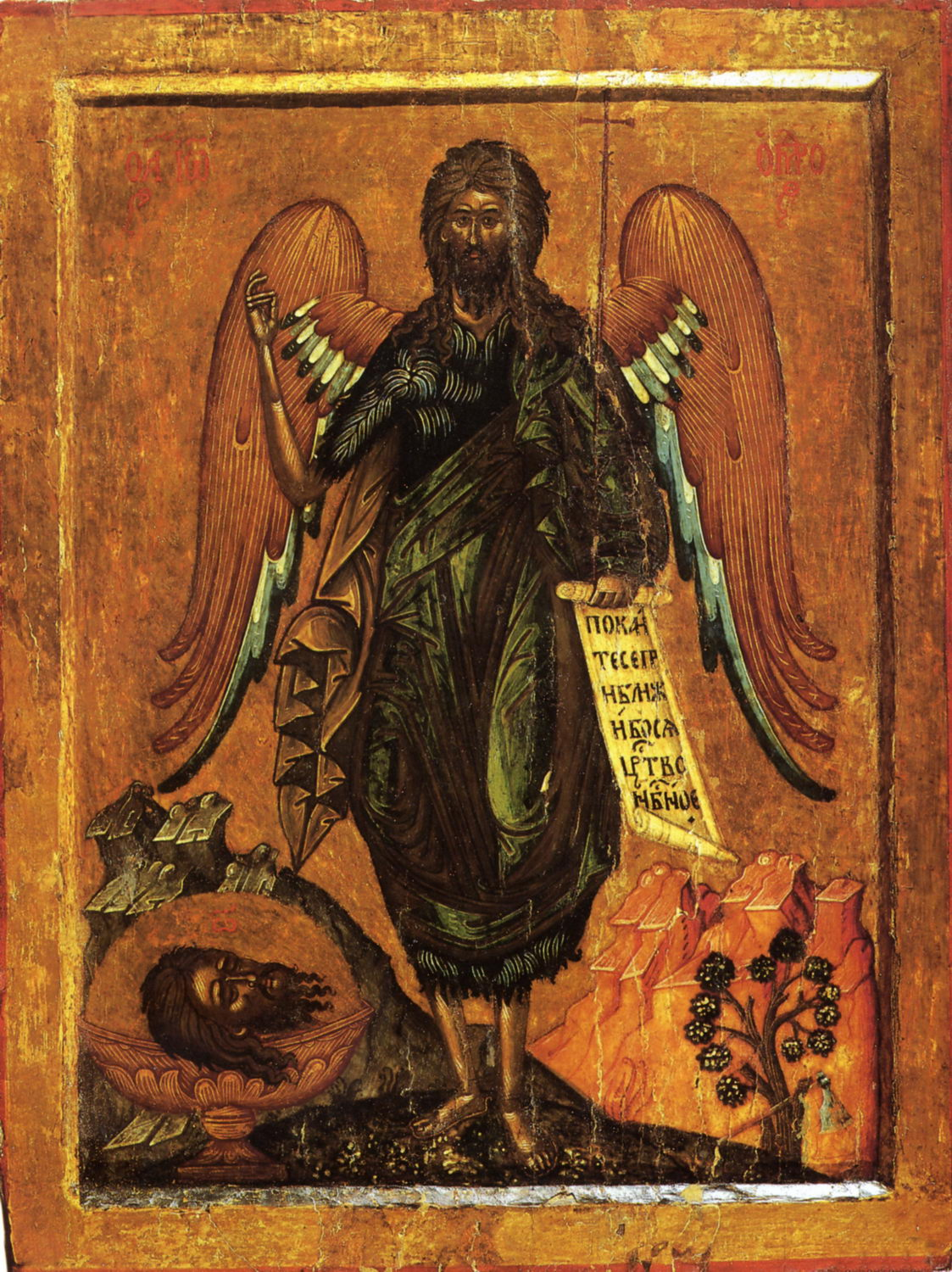
Ikone Johannes, Engel der Wüste (Schule des Andreas Ritzos, 16. Jahrhundert, Puschkin-Museum)

Die Stelle im Buch Maleachi, in dem die Ankunft eines Gottesboten bzw. eines Engels angekündigt wird, Mal 3,1 , wirkte auf die Darstellung Johannes des Täufers in der christlichen Kunst ein. Dieser wird auf Ikonen wegen des Maleachi-Verses manchmal als Engel mit großen Flügeln dargestellt.
Als Prophet wird Maleachi oft mit einer Buchrolle in der Hand dargestellt, auf der meist der Text von Mal 3,19-20  zu lesen ist.
„Euch aber, die ihr meinen Namen fürchtet, soll aufgehen die Sonne der Gerechtigkeit und Heil unter ihren Flügeln.““
Diesen Vers der Lutherbibel (Mal 3,20 ) verwendete Otto Riethmüller in dem von ihm 1930 kompilierten Kirchenlied Sonne der Gerechtigkeit. Bereits ein anonymer frühmittelalterlicher Hymnus identifizierte Jesus Christus als Sonne der Gerechtigkeit (Iam Christe sol iustitiae). In Charles Wesleys Weihnachtslied Hark! The Herald Angels Sing wird diese christologische Interpretation entfaltet:
„Hail the heavenly Prince of Peace!

Hail the Sun of Righteousness!

Light and life to all He brings,

Risen with healing in His wings.“
Die bekannteste musikalische Maleachi-Rezeption findet sich im Oratorium Messiah von Georg Friedrich Händel (HWV 56, dt. Der Messias):
| Nr.    | Titel                                | Deutsche Textfassung von Christoph Daniel Ebeling | Form / Besetzung                     | Textgrundlage                        | Audio                                |
| Teil I | [Verheißung und Geburt des Heilands] | [Verheißung und Geburt des Heilands]              | [Verheißung und Geburt des Heilands] | [Verheißung und Geburt des Heilands] | [Verheißung und Geburt des Heilands] |
| 5.     | Thus saith the Lord                  | So spricht der Herr                               | Accompagnato (Bass)                  | Hag 2,6–7 ; Mal 3,1                  |                                      |
| 6.     | But who may abide                    | Doch wer mag ertragen den Tag seiner Ankunft      | Arie (Alt)                           | Mal 3,2                              |                                      |
| 7.     | And He shall purify                  | Und er wird reinigen die Kinder Levi              | Chor                                 | Mal 3,3                              |                                      |

Auch in anderen Oratorien finden sich Verse aus dem Buch Maleachi, so in Felix Mendelssohn Bartholdys Elias (1846) und Edward Elgars The Kingdom (1906).

### Textausgaben
- Biblia Hebraica Stuttgartensia. 5. Auflage. Deutsche Bibelgesellschaft, Stuttgart 1997, ISBN 3-438-05219-9.
- תרי עשר The Twelve Minor Prophets. Hrsg. von Anthony Gelston (= Biblia Hebraica Quinta. Faszikel 13). Deutsche Bibelgesellschaft, Stuttgart 2010, ISBN 978-3-438-05273-5.

### Hilfsmittel
- Wilhelm Gesenius: Hebräisches und Aramäisches Handwörterbuch über das Alte Testament. Hrsg.: Herbert Donner. 18. Auflage. Springer, Berlin / Heidelberg 2013, ISBN 978-3-642-25680-6.

### Lexikonartikel und Einleitungen
- David Barratt, Matthew Chalmers, Ezra Frazer, Brian German, Jin Hee Han, Kyung-Sik Park, Nils Holger Petersen, Donald Polaski, Malka Z. Simkovich: Art. Malachi (Book and Person). In: Encyclopedia of the Bible and Its Reception, Band 17. De Gruyter, Berlin/Boston 2019, Sp. 576-593.
- Hanna Liss: Das Buch Tere Asar (Zwölf-Prophetenbuch). In: Tanach. Lehrbuch der jüdischen Bibel (= Schriften der Hochschule für Jüdische Studien. Band 8). Universitätsverlag C. Winter, 4., völlig neu überarbeitete Auflage Heidelberg 2019, ISBN 978-3-8253-6850-0, S. 368–412.
- Arndt Meinhold: Maleachi/Maleachibuch. In: Theologische Realenzyklopädie (TRE). Band 22, de Gruyter, Berlin / New York 1992, ISBN 3-11-013463-2, S. 6–11.
- Konrad Schmid: Das Maleachibuch. In: Jan Christian Gertz (Hrsg.): Grundinformation Altes Testament. 6., überarbeitete und erweiterte Auflage. Vandenhoeck & Ruprecht, Göttingen 2019, ISBN 978-3-8252-5086-7, S. 410–412.
- Helmut Utzschneider: Maleachi/Maleachibuch. In: Religion in Geschichte und Gegenwart (RGG). 4. Auflage. Band 5, Mohr-Siebeck, Tübingen 2002, Sp. 711–713.
- Erich Zenger: Das Zwölfprophetenbuch. In: Christian Frevel (Hrsg.): Einleitung in das Alte Testament. 9., aktualisierte Auflage. Kohlhammer, Stuttgart 2016, ISBN 978-3-17-030351-5, S. 630–709.

### Kommentare
- Alfons Deissler: Zwölf Propheten 3. Zefanja, Haggai, Sacharja, Maleachi. Die neue Echter-Bibel. 21. Echter-Verl., Würzburg 1988, ISBN 3-429-01138-8.
- Andrew E. Hill: Malachi. A New Translation with Introduction and Commentary. (= The Anchor Bible. Band 25D). Doubleday, New York u. a. 1998, ISBN 0-385-46892-X.
- Rainer Kessler: Maleachi. (= Herders Theologischer Kommentar zum Alten Testament). Verlag Herder, Freiburg 2011, ISBN 978-3-451-26854-0.
- Gerhard Maier: Der Prophet Haggai und der Prophet Maleachi. Wuppertaler Studienbibel. AT. 2. Aufl. Brockhaus, Wuppertal 1990, ISBN 3-417-25212-1.
- Arndt Meinhold: Maleachi. (= Biblischer Kommentar. Band 14/8). Neukirchener Verlag, Neukirchen-Vluyn 2000, ISBN 3-7887-1715-7.
- Henning Graf Reventlow: Die Propheten Haggai, Sacharja und Maleachi. (= Das Alte Testament Deutsch. Band 25), 2. 9. Völlig neu bearb. Aufl. Vandenhoeck & Ruprecht, Göttingen 1993, ISBN 3-525-51238-4.
- Aaron Schart: Maleachi (= Internationaler exegetischer Kommentar zum Alten Testament). Kohlhammer, Stuttgart 2020. ISBN 978-3-17-028848-5.
- Ina Willi-Plein: Haggai, Sacharja, Maleachi. (= Zürcher Bibelkommentare. Altes Testament Band 24.3). TVZ, Zürich 2006, ISBN 3-290-17360-7.

### Einzelstudien

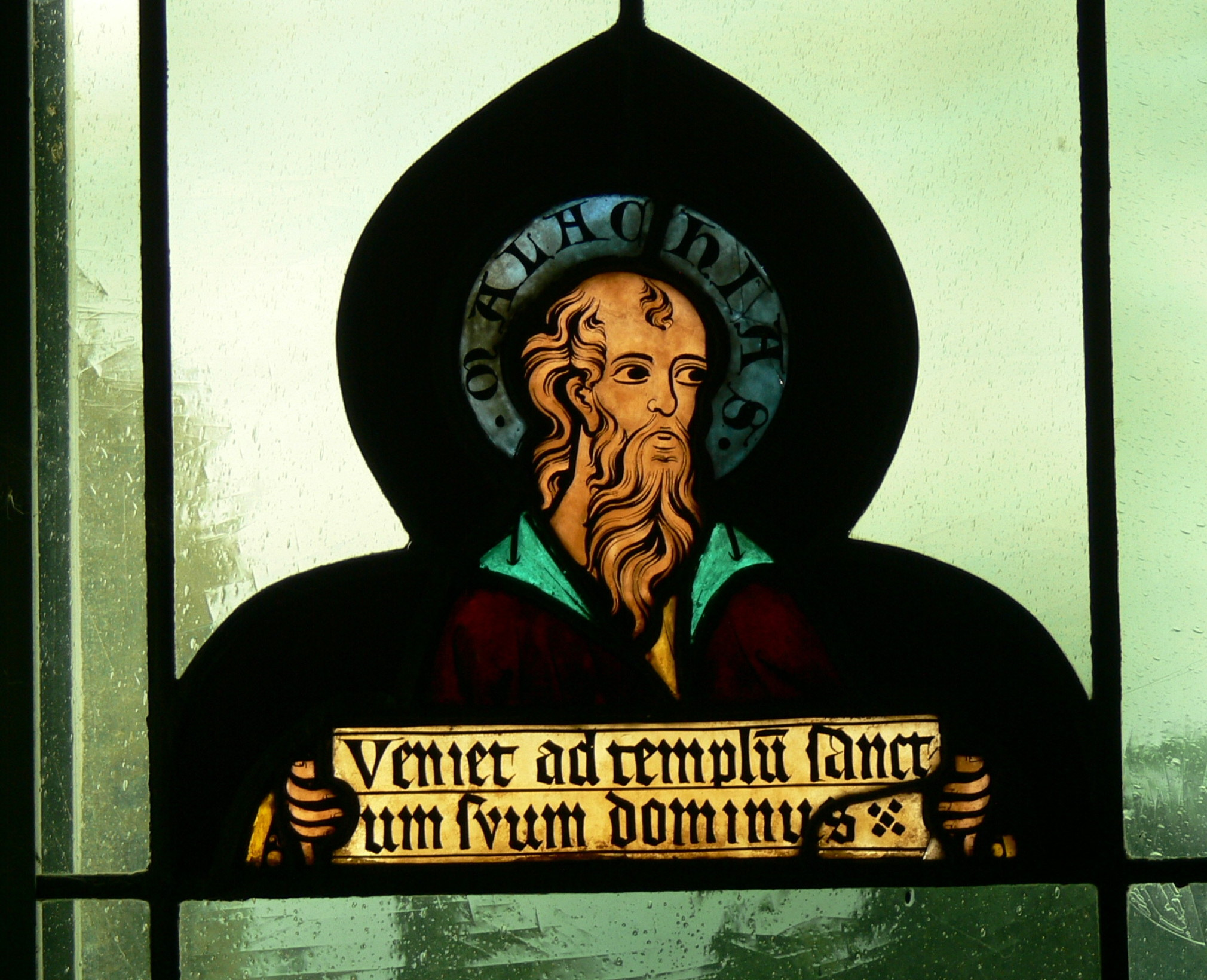
Prophet Malachias (1330), Basilika St.Laurenz (Enns/Oberösterreich)

- Lutz Bauer: Zeit des zweiten Tempels – Zeit der Gerechtigkeit. Zur sozio-ökonomischen Konzeption im Haggai-Sacharja-Maleachi-Korpus. (= Beiträge zur Erforschung des Alten Testaments und des antiken Judentums. Band 31). Lang, Frankfurt am Main u. a. 1992, ISBN 3-631-45230-6
- Stephan Lauber: „Euch aber wird aufgehen die Sonne der Gerechtigkeit“ (vgl. Mal 3,20). Eine Exegese von Mal 3,13–21 (= Arbeiten zu Text und Sprache im Alten Testament, Band 78). St. Ottilien 2006, ISBN 3-8306-7234-9.
- Stephan Lauber: Textpragmatische Strategien im «Disputationswort» als gattungsbildendes Kriterium. In: Zeitschrift für die Alttestamentliche Wissenschaft 120 (2008), 341–365.
- Theodor Lescow: Das Buch Maleachi. Texttheorie – Auslegung – Kanontheorie. Mit einem Exkurs über Jeremia 8,8–9. (= Arbeiten zur Theologie. Band 75). Calwer-Verlag, Stuttgart 1993, ISBN 3-7668-3224-7.
- Matthias Krieg: Mutmaßungen über Maleachi. Eine Monographie. (= Abhandlungen zur Theologie des Alten und Neuen Testaments. Band 80). TVZ, Zürich 1993, ISBN 3-290-10858-9.
- Gordon Paul Hugenberger: Marriage as a Covenant. A Study of Biblical Law and Ethics Governing Marriage Developed from the Perspective of Malachi. (= Supplements to Vetus Testamentum, Band 52). Brill, Leiden u. a. 1994, ISBN 90-04-09977-8.
- Karl William Weyde: Prophecy and Teaching. Prophetic Authority, Form Problems, and the Use of Traditions in the Book of Malachi. (= Beihefte zur Zeitschrift für die alttestamentliche Wissenschaft, Band 288). De Gruyter, Berlin u. a. 2000, ISBN 3-11-016692-5.